# Velitjkovo (distrikt i Bulgarien, Pazardzjik)
Velitjkovo (bulgariska: Величково) är ett distrikt i Bulgarien.   Det ligger i kommunen Obsjtina Pazardzjik och regionen Pazardzjik, i den centrala delen av landet, 90 km sydost om huvudstaden Sofia.
Trakten runt Velitjkovo består till största delen av jordbruksmark. Runt Velitjkovo är det ganska tätbefolkat, med 192 invånare per kvadratkilometer.